# Peter Byers
Peter Byers (Freeman Village, Antigua y Barbuda, 20 de octubre de 1984) es un futbolista profesional de  Antigua y Barbuda y se desempeña en el terreno de juego como delantero, su actual equipo es el SAP FC de la Primera División de Antigua y Barbuda.

## Clubes
| Club                    | País                 | Año           | Partidos | Goles |
| ----------------------- | -------------------- | ------------- | -------- | ----- |
| SAP FC                  | Antigua y Barbuda    | 2003 - 2007   | 79       | 73    |
| San Juan Jabloteh       | Trinidad y Tobago    | 2007 - 2008   | 38       | 21    |
| Montreal Impact         | Canadá               | 2008 - 2010   | 39       | 9     |
| Parham FC               | Antigua y Barbuda    | 2010 - 2011   | 25       | 12    |
| Antigua Barracuda FC    | Antigua y Barbuda    | 2011          | 7        | 4     |
| Los Angeles Blues       | Estados Unidos       | 2011          | 9        | 3     |
| Antigua Barracuda FC    | Antigua y Barbuda    | 2012          | 15       | 3     |
| Central FC              | Trinidad y Tobago    | 2013 - 2014   | 7        | 8     |
| SAP FC                  | Antigua y Barbuda    | 2014-2015     | 18       | 13    |
| Club Barcelona Atlético | República Dominicana | 2015-2016     | 18       | 1     |
| SAP FC                  | Antigua y Barbuda    | 2016-presente | 69       | 32    |

## Selección nacional
Es internacional con la Selección de fútbol de Antigua y Barbuda, ha jugado 63 partidos y anotado 38 goles, estadística que lo convierte en el máximo goleador de su selección.